# Aurora (giorno)

L'aurora è il periodo immediatamente precedente la levata del Sole (il rapporto fra durata del giorno e della notte nel diagramma è puramente indicativo e tipico solo dei giorni equinoziali).

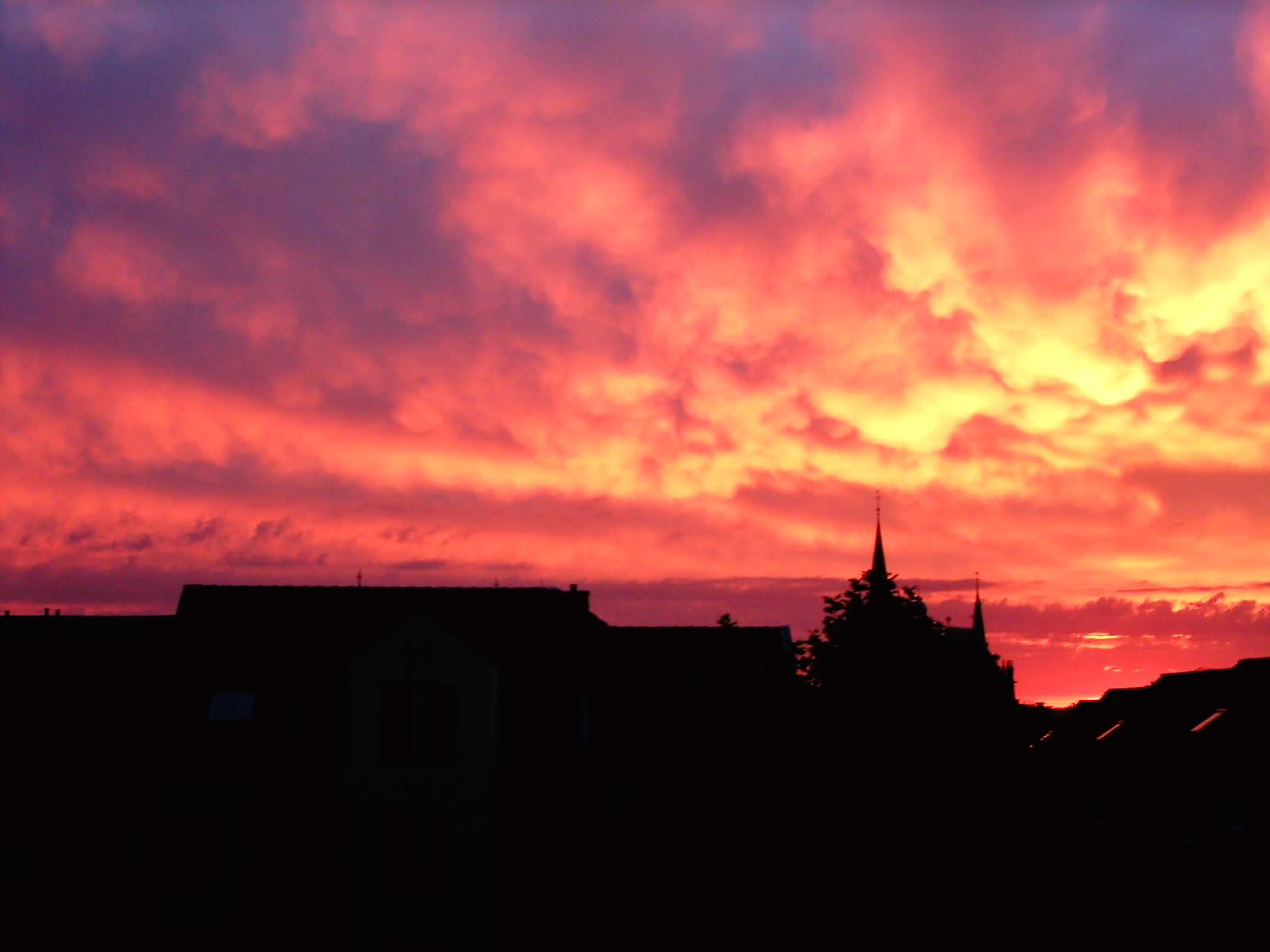
Aurora ad Aquisgrana (Germania)

L'aurora (di etimologia incerta, collegata sia al latino aurum "oro", che alla radice aus- "est") è l'apparizione della particolare luce dorata, talvolta rosea, purpurea o anche ramata, riflessa dalle nuvole nel cielo o dalle particelle di foschia nell'atmosfera, poco prima del sorgere del Sole. Lo stesso fenomeno può apparire identico o molto simile, anche dopo il tramonto del Sole, ma non viene chiamato "aurora".
L'aurora è collegata all'alba (con la quale a volte viene confusa), e generalmente appare nell'ultima fase del crepuscolo mattutino: se nelle prime fasi del crepuscolo, la luminosità è dovuta principalmente alla luce solare riflessa dagli strati superiori dell'atmosfera, durante l'aurora predomina la luce colorata rifratta dagli strati inferiori addensati soprattutto dalle nuvole.
Nel loro significato traslato "alba" e "aurora" sono sinonimi (es.: alba/aurora della civiltà).

## Etimologia
Il nome deriva dal latino aurora, da un più antico *ausosa derivato dall'indoeuropeo *ausos, *usos da confrontare con il greco ἠώς ēṓs e attestato anche in area indiana.

## I colori dell'aurora

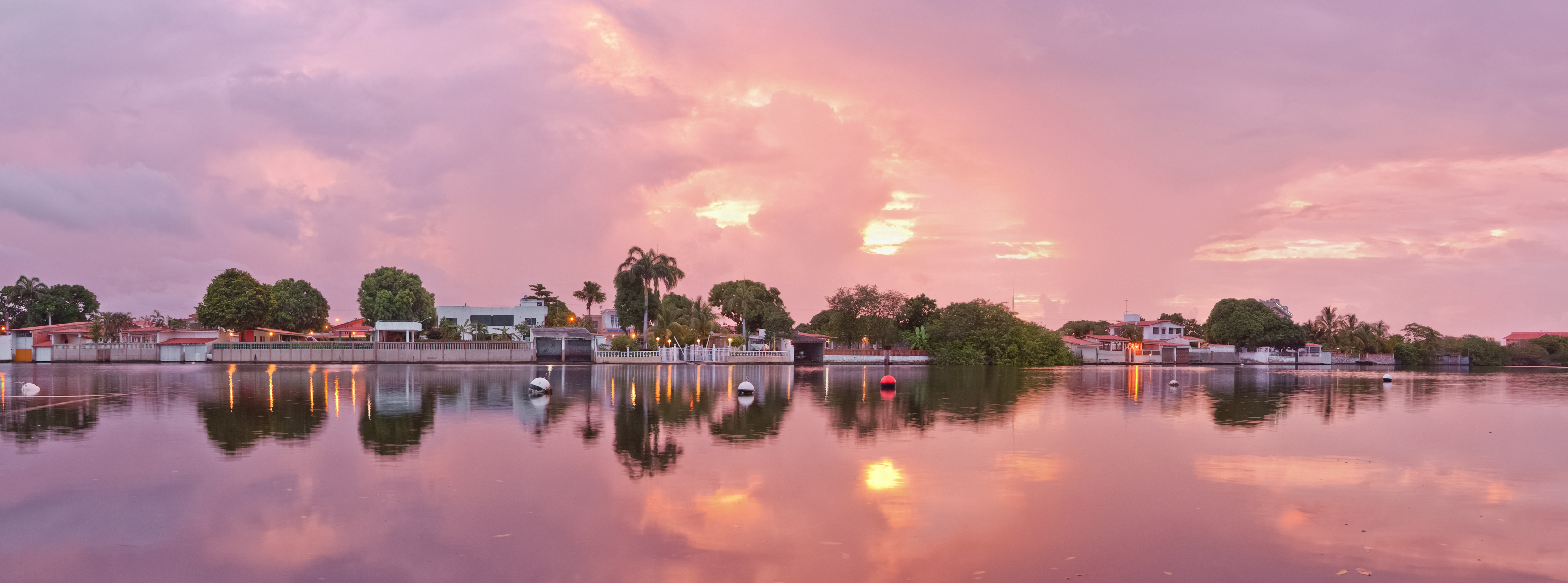
Vista panoramica dell'aurora a Higuerote (Venezuela)

La luce dell'aurora è inizialmente di colore lilla-lavanda, poi tende al pesca-arancione. La ricchezza e la variabilità dei colori dell'aurora compaiono spesso nella letteratura e nella pittura. Ne parla ripetutamente già Omero nell'Iliade e nell'Odissea con un'immagine stereotipata: la dea Aurora arriva su un carro d'oro ed è "ditirosata", cioè dotata di lunghe dita rosee.

## Le cause fisiche
La particolare luminosità dell'aurora deriva dalla rifrazione dei raggi solari da parte dell'atmosfera. I raggi solari che ci raggiungono nell'aurora provengono da un astro che è ancora al di sotto dell'orizzonte e seguono un percorso curvilineo determinato dalla diversa densità dell'atmosfera, sempre maggiore negli strati più bassi. Il percorso risente anche della temperatura dell'aria e della frequenza della luce. Il colore dei raggi rifratti è dovuto all'interazione con il pulviscolo contenuto negli strati più profondi dell'atmosfera, il cui attraversamento dura molto più a lungo perché  i raggi si propagano quasi orizzontalmente. Lo stesso fenomeno si ripete dopo il tramonto, ma i colori sono più accesi perché la presenza di pulviscolo è maggiore.